# オヴェ・アウンリ
オヴェ・アウンリ（Ove Robert Aunli、1956年3月12日 - ）は、ノルウェー、ソール・トロンデラーグ県ヘムネ(Hemne)出身の元クロスカントリースキー選手。1970年代後半から1980年代後半にかけ国際大会で活躍した。妻はオリンピックメダリストのベリト・アウンリ。

## プロフィール
1978年ノルディックスキー世界選手権で国際大会初出場、15km10位、リレーでは銅メダルを獲得した。自身初のオリンピックとなる1980年のレークプラシッドオリンピックでは30km8位、15km銅メダル、リレーで銀メダル獲得の活躍を見せた。
自国開催の1982年ノルディックスキー世界選手権では30km4位、15km11位、リレーで金メダルを獲得した。
自身2度目のオリンピック（サラエボオリンピック）ではリレーで4位となったものの個人種目では成績を残せなかった。 
1985年ノルディックスキー世界選手権ではリレーで金メダル、30kmで銀メダル、50kmで銅メダルを獲得、15kmでは9位となった。このシーズンはクロスカントリースキー・ワールドカップ総合も自己最高の3位となった。
1986-1987シーズンを最後に現役を引退した。